# Hodňov
Hodňov (deutsch Honetschlag) ist ein Ortsteil der Stadt Horní Planá im Okres Český Krumlov in Tschechien.

## Geographie
Hodňov gehört zur Region Jihočeský kraj und liegt im Südosten des Böhmerwalds. Nachbarorte sind Polná na Šumavě (Stein) im Nordosten, Mokrá im Südosten, Hůrka (Stuben) im Süden, Horní Planá im Südwesten und Pernek (Berneck) im Westen. Östlich liegt der Teich Olšina, nordwestlich der 1.220 m hohe Špičák, südlich der Moldaustausee. Nördlich befindet sich der Truppenübungsplatz Boletice.

## Geschichte
Honetschlag wurde erstmals 1445 urkundlich erwähnt. Es war im Besitz des Klosters Goldenkron und gelangte während der Hussitenkriege an Ulrich II. von Rosenberg und damit an die Herrschaft Krumau. Bis 1787 war Honetschlag nach Oberplan gepfarrt. 1787 erhielt es den Status einer Lokalie und ein Jahr später erfolgte an der Stelle einer Holzkapelle der Bau der barocken Kirche der Hl. Dreifaltigkeit. 1857 wurde Honetschlag zur Pfarrei erhoben. 
Nach der Aufhebung der Patrimonialherrschaften bildete Honetschlag ab 1850 eine selbständige Gemeinde, zu der auch die Ortschaften Althütten (Staré Hutě), Böhmischhaidl (Maňávka), Langenbruck (Olšina) mit Jägertal, Melm (Jelm), Ottetstift (Otice) und Rindles (Žlábek) mit Nußdorf gehörten. Vor dem Zweiten Weltkrieg bestand Honetschlag aus 25 Häusern, einer Schule und Kirche mit Pfarrhof.
Als Folge des Münchner Abkommens wurde Honetschlag 1938 dem Deutschen Reich angeschlossen und gehörte bis 1945 zum Landkreis Krummau an der Moldau. Nach dem Zweiten Weltkrieg fiel Hodňov an die Tschechoslowakei zurück; 1946 erfolgte die Vertreibung der deutschsprachigen Bevölkerung. Nach der Übernahme der Macht durch die Kommunisten 1948 wurde die Gegend von Hodňov wegen der Grenznähe zu Österreich zum politischen Sperrbezirk erklärt und die meisten Häuser und Gehöfte dem Verfall preisgegeben. Die zur Gemeinde gehörenden Ortschaften Staré Hutě, Maňávka, Jelm und Otice wurden aufgegeben und existieren nicht mehr. Nach der politischen Wende von 1989 erfolgten Maßnahmen zum Ausbau der Infrastruktur. 1991 hatte der Ort 62 Einwohner. Im Jahre 2001 bestand das Dorf aus 12 Häusern, in denen 79 Menschen lebten.
Nach 1997 wurde die Pfarrkirche mit Mitteln des Deutsch-Tschechischen Zukunftsfonds renoviert. Zur Pfarrei Hodňov gehören heute die Ortschaften Olšina und Žlábek.

## Sehenswürdigkeiten
- Pfarrkirche der Hl. Dreifaltigkeit aus dem Jahr 1788.
- Pfarrhof

## Persönlichkeiten
- Matthias Pangerl (1834–1879), Historiker und Archivar